# 查巴乡
查巴乡，是中国西藏自治区日喀则地区仁布县下辖的一个乡镇级行政单位。

## 行政区划
查巴乡共辖以下地区：
曲参村、杰村、吉米村、帮钦村、吴美村、岗吞村、贡热村、查巴村、玉拉村。